# Enriqueta de Parodi
Enriqueta Montaño Peralta, conocida como Enriqueta de Parodi (Cumpas, Sonora, 10 de marzo de 1897-1976), fue profesora, narradora, escritora, funcionaria y diputada mexicana reconocida por la promoción cultural y de lectura en Sonora desde la década de 1910 hasta la de 1970. Creó el Concurso del Libro Sonorense en 1944 y la Fundación "Esposos Rodríguez". Su trayectoria es reconocida por ser la primera gestora cultural de Sonora, y una de las voces femeninas más fuertes y prolíficas de la primera mitad del siglo XX en la entidad, preocupada por la historia, la cultura y la participación de las mujeres en la vida pública de la región.

## Trayectoria
Fue profesora en varios pueblos sonorenses. Desde joven comenzó a escribir y a los 16 años publicó su primer poema.
En 1932, fue invitada por el presidente Abelardo Rodríguez a ocupar la Jefatura del Departamento de Organización Social y Cultural, por el que se encargó de las "Misiones Sonorenses de Superación Popular".
Según el prólogo de la cuarta edición de su obra Cuentos y leyendas (1944), también colaboró en la Secretaría de Educación Pública donde colaboró en la formación de bibliotecas. Dicha colaboración cercana con el gobierno le permitió escribir un gran número de biografías de políticos, profesores y otros actores del escenario cultural sonorense. 
En 1933 ganó el primer lugar del Concurso de Literatura del Congreso de la Unión con el libro Reloj de arena, siendo la única mujer que participó.
En 1944, creó el Concurso del Libro Sonorense; y en 1946, al establecimiento de la Fundación de los Esposos Rodríguez, encargada desde entonces a otorgar becas universitarias a jóvenes de escasos recursos. 
Asimismo, escribió en varios periódicos y revistas nacionales y extranjeros, como El Paso del Norte, El Nacional y El Informador.
Su labor como profesora y gestora educativa se reconocen en homenajes como el Concurso de Infantil Enriqueta Parodi, y escuelas de distintos que llevan su nombre a lo largo del estado.

## Obra literaria
Las publicaciones de Enriqueta de Parodi pueden clasificarse en los siguientes rubros:

### Cuento
- Reloj de arena (1933)
- Cuarto de hora (1936)

#### Cuentos y leyendas(1944)
La obra, mezcla entre la creación literaria y la reescritura de narraciones de la tradición oral sonorense incluye los siguientes relatos:
- La ciudad perdida
- Tía Martina y su tesoro
- La dinastía de Coyote-Iguana
- Flor de Guayacán
- El reino embrujado
- En otra vida
- La princesa Masrat
- La leyenda del cacto
- Calleja del coche fantasma
- El loco del Nivel 700
- Cita de ultratumba
- Sonot la princesa Opata
- Doscientos años de amor
- El hijo natural
- El hombre arquetipo
- La bruja
- Amnesia
- "Motivos"
- El crimen del padre Fernando
- La sombra de don Ramiro
- El avaro

##### Historia del volumen
La primera publicación de la obra apareció en diciembre de 1944 en Hermosillo, Sonora, con un prólogo de Leonor Llach. A partir de aquí, ha sido la editorial del Gobierno del Estado de Sonora quien ha rescatado el libro. En el prólogo a la cuarta edición de 1985, señala la importancia del reconocimiento de la autora por las nuevas generaciones.

Descubrir a Enriqueta de Parodi será para los jóvenes una experiencia aleccionadora; para quienes ya conocen su obra, releerla será tanto reencontrar lo esencial de la literatura sonorense y andar por un camino que recorren personajes mágicos y extraordinarios.
En este nuevo esfuerzo editorial, el Gobierno del Estado quiere reiterar su merecido reconocimiento a la labor de Enriqueta de Parodi, quien a través de su abundante obra literaria exaltó siempre el espíritu de trabajo y superación de los sonorenses. Al rendirle este modesto homenaje, repetimos, lo hacemos extensivo a todas las mujeres sonorenses que de una u otra manera luchan incansablemente por alcanzar metas de respeto y productividad en el arte, la ciencia, el magisterio, las profesiones y la vida familia.
Gobierno del Estado de Sonora

##### Estructura del libro

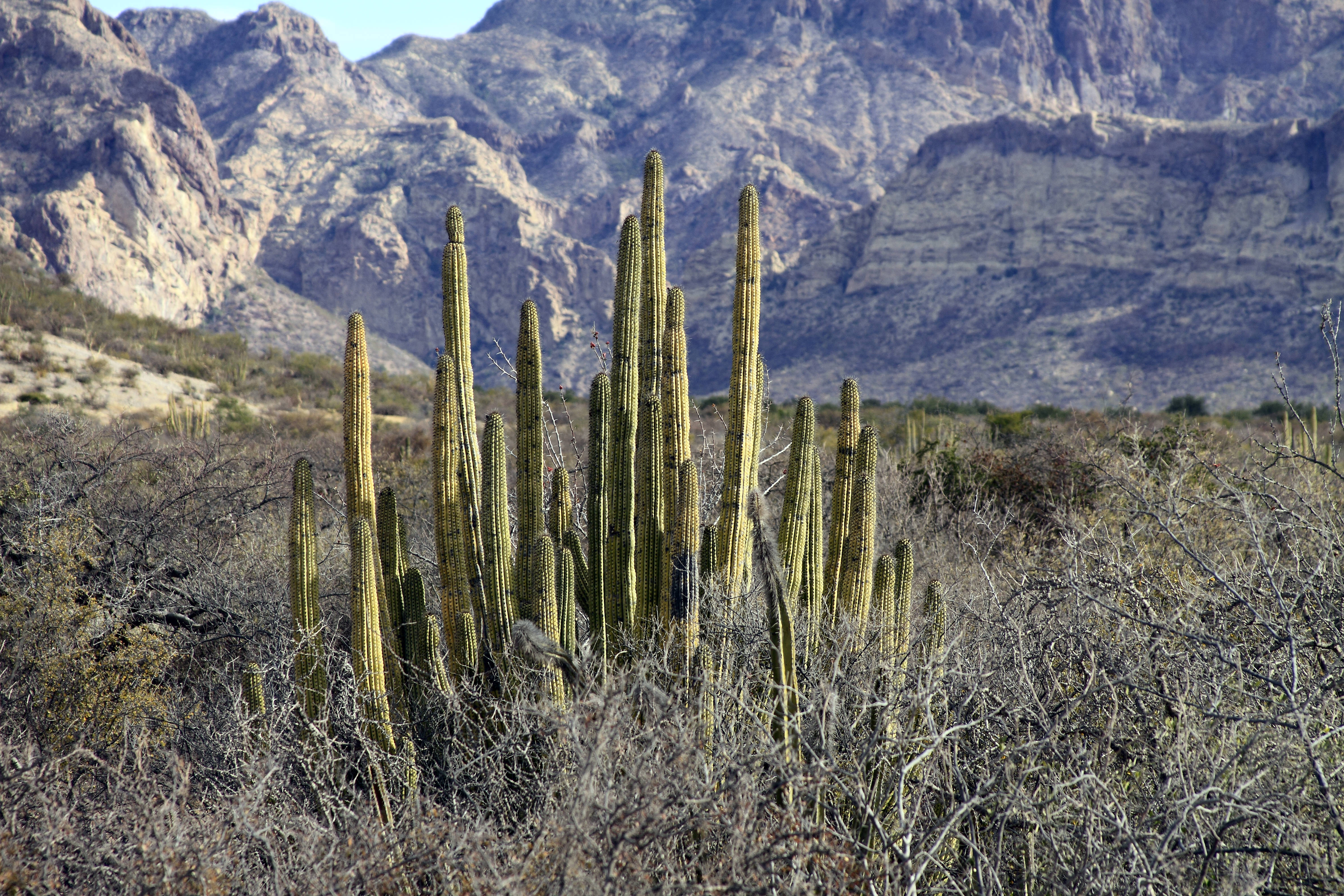
Desierto sonorense. Espacio recurrente en Cuentos y leyendas

Los veintiún cuentos que componen el volumen se autoconfiguran como "cuentos" o "leyendas", por narrar supuestos hechos maravillosos ocurridos en diferentes momentos del tiempo histórico o mítico de Sonora y sus alrededores. Algunos de ellos, como "La dinastía de Coyote-Iguana" ya pertenecían a la tradición oral y han sido muy populares en la región; otros, provienen de anécdotas particulares. En todos los casos, los relatos están enmarcados por una voz narrativa quien conoce o se relaciona con la historia a través de conversaciones con otros personajes, quienes cuentan el relato principal. 

##### Lenguaje
La autora redactó este material con un lenguaje simple, cuya única complejidad léxica recaería en los nombres de algunas poblaciones de Sonora que provienen de idiomas originarios del estado, o regionalismos. La autora es recatada en cuanto al uso de eufemismos para evitar términos como prostitución que sustituye por "aquella vida". En "Flor de Guayacan", la autora señala que:

Era de Altar, el viejecito que me contó la leyenda de las flores, en su lenguaje sencillo, dándole a todo la interpretación de milagro que nadie como las gentes humildes saben explicar.
Enriqueta de Parodi

Esta anotación se extiende a todos los cuentos, pues mantienen un tono de conversación cotidiana. La presencia de la tradición oral se ejemplifica en el juego de relatos enmarcados, que consiste en que el propio narrador admite que su texto proviene de lo que "alguien" le contó, y que este patrimonio oral pertenece a la comunidad que lo comparte. 

##### Temas

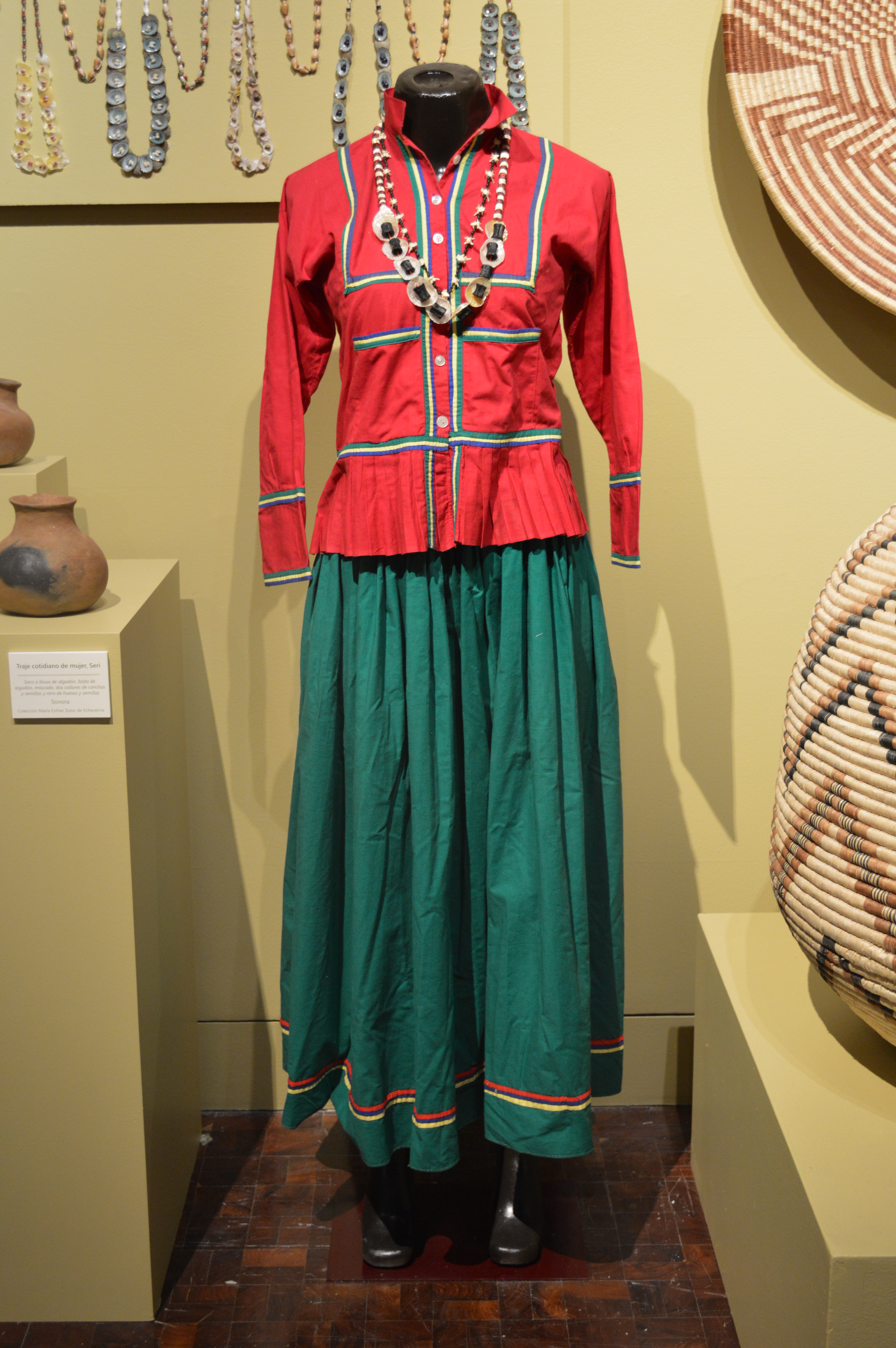
Indumentaria tradicional referida en el cuento "La dinastía de Coyote-Iguana".

Enriqueta de Parodi, interesada por el rescate histórico y cultural, utiliza esta recopilación de cuentos para resaltar valores sociales y religiosos de su época. Varios cuentos se basan en supuestos hechos donde las buenas obras y sacrificios de sacerdotes, como en "Flor de Guayacán", producen milagros, como la floración nunca vista en un árbol, al alcance de la vista de todos y aún vigente en el momento del inicio de la narración.  
La conquista militar y espiritual también son temas recurrentes como en "La ciudad perdida" y "La leyenda del cacto", donde se expone que la codicia impidió a los españoles descubrir una ciudad de oro y gemas, y los llevó a la muerte por sus abusos a las comunidades originarias. Por el contrario, la recompensa a las vidas piadosas y escuchar los designios de los cuentos son los tesoros escondidos, como en "Tía Martina y su tesoro" y "En otra vida". 
El amor y el honor también son recurrentes como móvil de los personajes. En "Doscientos años de amor", la base del romance es un antiguo pacto entre almas, "La princesa Masrat", las relaciones entre culturas diferentes y un posible origen del hombre del estado, y en "Cita de ultratumba" se cumple una promesa idílica a pesar de la muerte. El texto más emblemático del cuentario, "La dinastía de Coyote-Iguana", se aleja de la versión puramente romántica de la joven adinerada robada por el jefe de la tribu Comcac (seri), de quien se enamora, para enfocarse mayormente en la fuerza y valía de su descendencia.
Alcancía. Prosas para mis hijos (1945)
Espigas (1946)
Ventana al interior (1948)
La princesa Masrat (1954)

### Ensayo y biografía
- Sonora. Biografías, hombres y paisajes [ensayo] (1941)
- Abelardo L. Rodríguez, un devoto de la educación [biografía] (1957)
- Abelardo L. Rodríguez, estadista y benefactor [biografía] (1964)
- Alfonso Ortiz. Su vida en la ciencia y en el arte [biografía] (1964)
- Valores humanos. Aída S. de Rodríguez. Benefactora [biografía] (1967)
- Monografía de Sonora [ensayo] (1969)
- Senadora y licenciada María Lavalle Urbina [biografía] (1969)
- Valores humanos. Enrique García Sánchez. Profesor [biografía] (1970)
- Mi anecdotario [autobiografía] (1971)
- Manuel Quiroz Martínez, un verdadero maestro [biografía] (1971)
- Rosalía de Chumacero, un positivo valor en las letras mexicanas [biografía] (1972)

### Novela
- Luis es un Don Juan (1937)
- Mineros o la huelga de Cananea (1959)
- Inventario de voces (1959)

### Hemerografía
- "El concurso del libro sonorense" (1949)
- "Agustín Yáñez" (1965)
- "Responsabilidades" (1967)
- "Útiles después de muertos, de Carlos Pellicer" (1966)
- "Antena hacia el noroeste. La voz del campo" (1967)